# La bestia humana (película de 1938)
La bestia humana (en francés: La Bête Humaine) es una película de drama criminal francesa de 1938 dirigida por Jean Renoir, con fotografía de Curt Courant. Está protagonizada por Jean Gabin y Simone Simon, y basada en la novela homónima de 1890 de Émile Zola. 
La película se desarrolla parcialmente "en un tren que puede considerarse uno de los personajes principales de la película". Aunque generalmente se la cataloga como un drama romántico, a veces se piensa que anticipa el cine negro.

## Trama
Lantier es un maquinista de ferrocarril obsesivamente apegado a su locomotora, en parte porque su trabajo lo distrae de los recurrentes dolores de cabeza y del comportamiento compulsivo violento que no puede evitar cuando está con una mujer, y que empeora cuando bebe. Durante una parada para reparaciones en Le Havre, Lantier se dirige al pueblo cercano donde vive su tía. Él le dice que ya no tiene ataques de violencia, pero pronto tiene uno cuando encuentra a Flore, una joven atractiva que conoció cuando era niña. Los dos caminan y se sientan al lado de las vías del tren, pero mientras se abrazan, las manos de él se tensan sobre su cuello y solo el rugido distractor de un tren que pasa le impide estrangularla. Conociendo su condición, ella lo perdona.
Roubaud, subdirector de estación de Le Havre, está casado con Séverine, que antes trabajaba para su rico padrino Grandmorin. Roubaud ahora la acusa de haber tenido una vez un romance con Grandmorin, y ella confirma que él se aprovechó de ella. Roubaud exige que ella esté presente mientras él toma su venganza. Se las arreglan para subir a bordo del mismo tren que Grandmorin. Roubaud y Séverine van a su compartimento y Roubaud apuñala al hombre hasta matarlo. Sin embargo, mientras están en el pasillo entre compartimentos, se encuentran con Lantier, quien es un pasajero del mismo tren. Animada por Roubaud, Séverine le pide a Lantier que no le cuente a la policía lo que sabe y el asesinato recae sobre un criminal habitual, Cabouche.
Después, Séverine y Roubaud se ven atormentados por el asesinato de diferentes maneras, y Séverine recurre a Lantier en busca de consuelo. Se conocen en secreto durante una tormenta y su pasión se ve sugerida por un barril de lluvia desbordado mientras comienzan un romance. Roubaud ha caído en una depresión tras el asesinato. Séverine le dice a Lantier que su marido acabará matándola y le sugiere que Lantier ataque primero.
Lantier no puede llevar a cabo lo planeado contra Roubaud, pero cuando Séverine en su casa le dice a Lantier que dejará a Roubaud, él acepta intentarlo nuevamente. En ese momento, la pareja oye un ruido y piensa que se acerca Roubaud. Lantier entonces sufre uno de sus ataques y mata a Séverine. Al regresar a su locomotora para otro viaje a París, se confiesa con su fogonero Pecqeaux. Aunque Pecqeaux comprende sus acciones, Lantier es incapaz de vivir con el dolor. En la vía principal, en un ataque de desesperación, ataca a Pecqeaux y luego salta del tren en movimiento hacia la muerte. Después de detener el motor de manera segura y caminar de regreso hacia el cuerpo de Lantier, Pecqeaux comenta que Lantier ahora se ve más tranquilo de lo que había estado durante mucho tiempo.

## Elenco
- Jean Gabin - Jacques Lantier
- Simone Simon - Séverine Roubaud
- Fernand Ledoux - Roubaud
- Blanchette Brunoy - Flore
- Gérard Landry - El hijo Dauvergne
- Jenny Hélia - Philomène Sauvagnat
- Colette Régis - Victoire Pecqueux
- Claire Gérard - Una viajera
- Charlotte Clasis - Tía Phasie, la madrina de Lantier
- Jacques Berlioz - Grandmorin
- Tony Corteggiani - Dabadie, el jefe de sección
- André Tavernier - El juez de instrucción Denizet
- Marcel Pérès - Un farolero
- Jean Renoir - Cabuche
- Julien Carette - Pecqueux
- Jacques Roussel - Comisario Cauche
- Jacques Becker - Un farolero
- Guy Decomble - El guardia de cruce

## Producción
Jean Gabin quería protagonizar una película sobre locomotoras y escribió un guion llamado Train d'Enfer (Tren del infierno), que originalmente iba a ser dirigido por Jean Grémillon.  Insatisfecho con el guion, Grémillon propuso una adaptación de La bestia humana. Después de su éxito protagonizando La gran ilusión de Renoir (1937), Gabin prefirió volver a trabajar con Jean Renoir y lo contrató en lugar de Grémillon. Renoir finalmente escribió el guion en un período de ocho a quince días.  (Renoir dijo que le llevó doce días la introducción de la película). Tras finalizarlo, Renoir leyó el guion al productor de Gabin, Robert Hakim, quien le pidió "modificaciones insignificantes". 
Renoir confesó que, cuando escribió el guion, hacía más de 25 años que no leía la novela de Zola: «Mientras rodaba, iba modificando el guion, acercándolo a Zola... los diálogos que le di a Simone Simon están casi totalmente copiados del texto de Zola. Como trabajaba a toda velocidad, releía algunas páginas de Zola todas las noches, para asegurarme de que no se me escapaba nada». 
El rodaje comenzó el 12 de agosto de 1938, con exteriores en la Gare Saint-Lazare y en Le Havre.  Los interiores se rodaron en los estudios Billancourt de París. Los decorados de la película fueron diseñados por el director artístico Eugène Lourié. Debido a las restricciones de tiempo de ejecución, Renoir tuvo que omitir varios episodios célebres de la novela. 
Toda la película se desarrolla en el mundo de los ferrocarriles. Se abre con una secuencia impresionante de "infierno" en la cabina del conductor de una locomotora de vapor Pacific 231. Para la película se utilizaron los modelos 3-231 G 592 y 3-231 F 632. Para la ocasión, la SNCF puso a disposición del equipo de rodaje importantes recursos, enseñando incluso a Jean Gabin a conducir un tren.

## Recepción
- Frank Nugent, crítico del New York Times , presentó una reseña positiva a pesar de que se sintió incómodo al ver la película, escribiendo: "No es precisamente una película bonita, ya que trata de un hombre cuya sangre contaminada lo somete a ataques de manía homicida, de una mujer de una infancia perversa que comparte con su marido el secreto culpable de asesinato... Es simplemente una historia; una historia macabra, sombría y extrañamente fascinante. Sentados aquí, a una distancia prudencial de ella, no estamos del todo seguros de aprobarla del todo ni de su relato. El montaje podría haber sido más suave, lo que es otra forma de decir que Renoir hace movimientos bruscos con la cámara, salta demasiado rápido de una escena a otra, no siempre deja claro por qué su gente se comporta como lo hace. Pero sentarse aquí no es lo mismo que sentarse en el cine a verla. Allí sólo éramos conscientes de un interés constante y una absorción teñida de horror y una incómoda sensación de pavor. Y, en el fondo, por supuesto, una admiración sincera por la capacidad de Renoir para seducirnos y llevarnos a ese estado de ánimo, por las interpretaciones que lo preservaron." [7]
- El Filmdienst resalta que "Renoir siguió su propio camino artístico en la adaptación cinematográfica de la novela naturalista y socialmente crítica de Zola, descomponiendo la tragedia humana en impresiones motivadas psicológicamente, respaldadas por un fascinante trabajo de cámara, una edición magistral y actores excepcionales."[8]
- La Filmzentrale destacó que "Jean Gabin ofrece una actuación brillante; Las escenas en la locomotora se encuentran entre los pasajes más impresionantes de la película, que una brillante interpretación del conjunto y el excelente trabajo de cámara de Curt Courant convierten en un drama lleno de fascinantes observaciones cotidianas."[9]
- Stephan Eicke la profundidad psicológica de la obra: "La película de Renoir es tan detallada en sus estudios de personajes que el espectador pronto parece saber más sobre los personajes de lo que ellos mismos se conocen, hasta que se vuelve casi insoportable ver a los personajes destruirse sistemáticamente a sí mismos... Una película desagradable, pero al mismo tiempo muy fascinante, que cautiva porque todo lo que sucede, todos los personajes parecen completamente realistas, sobre todo por las grandes actuaciones de Gabin y Simon."[10]

## Reconocimientos

### Nominaciones
- Festival de Cine de Venecia : Copa Mussolini, Mejor Película, Jean Renoir; 1939.